# 청천면
청천면(靑川面)은 대한민국 충청북도 괴산군에 설치된 면이다.

## 개요
청천면은 괴산군의 남부에 위치하며, 동쪽으로는 경상북도 문경시 가은읍과 보은군 산외면이 남쪽에 접해 있으며 동남쪽으로 상주시 화북면이 서쪽으로는 청주시 상당구 미원면과 괴산군 청안면이 북쪽으로는 문광면과 칠성면이 인접되어 있으며, 괴산군 전체 면적의 약 25%를 차지하고 있는 큰 면이다. 전작물 생산이 많은 산간 농업면으로 인삼과 양질의 고추, 담배잎 등 경제 작물의 소득이 총수입액의 약 65%를 차지하는 지세가 험준하고 산이 많은 면이다.

## 연혁
- 1914년 청주군 청천면이 괴산군으로 편입되었다.

## 문화재
- 괴산 삼송리 소나무 : 천연기념물 제290호
- 괴산 송시열 유적

청천면 화양리 375-3에 있으며, 1999년 12월 29일 사적으로 지정되었다.
- 만동묘정비
- 화양서원묘정비

## 교육
- 청천초등학교 (청천리)
  - 신월분교 (폐교) - 청천면 괴산로신월3길 10 (신월리)
- 어룡초등학교 (폐교) - 청천면 도원통미길 12-11 (도원리)
- 문광초등학교 덕평분교 (폐교) - 청천면 송문로덕평2길 42 (덕평리)
- 송면초등학교 (송면리)
- 송면중학교
- 청천중학교

## 법정리
| - 강평리 - 거봉리 - 고성리 - 관평리 - 귀만리 - 금평리 - 대전리 - 대티리 - 덕평리 - 도원리 - 무릉리 | - 부성리 - 사기막리 - 사담리 - 삼락리 - 삼송리 - 상신리 - 선평리 - 송면리 - 신월리 - 여사왕리 | - 운교리 - 월문리 - 이평리 - 지경리 - 지촌리 - 청천리 - 평단리 - 화양리 - 후영리 - 후평리 |